# Oreostylidium
Oreostylidium is een geslacht uit de familie Stylidiaceae. Het geslacht telt slechts een soort die endemisch is in Nieuw-Zeeland.

## Soorten
- Oreostylidium subulatum Berggr.